# Lista episcopilor greco-catolici de Maramureș
Aceasta este o listă a episcopilor greco-catolici ai Maramureșului, de la înființarea funcției, în 1930, până în prezent.

## Lista episcopilor de Maramureș
1. Alexandru Rusu (1930 – 1963)
2. Ioan Dragomir (1963 – 1985), ca administrator apostolic
3. Lucian Mureșan (1990 – 1994)
4. Ioan Șișeștean (1994 – 2011)
5. Vasile Bizău (din 2011)